# Belut
Belut (cirill betűkkel Белут, bolgárul Белут) egy falu Szerbiában, a Pcsinyai körzetben, a Bosilegradi községben.

## Népesség
- 1948-ban 192 lakosa volt.
- 1953-ban 189 lakosa volt.
- 1961-ben 193 lakosa volt.
- 1971-ben 146 lakosa volt.
- 1981-ben 105 lakosa volt.
- 1991-ben 99 lakosa volt
- 2002-ben 85 lakosa volt,[1] akik közül 57 bolgár (67,05%), 18 jugoszláv (21,17%) és 10 szerb (11,76%).[2]